# 2025年のNBAファイナル
2025年のNBAファイナル (英語: 2025 NBA Finals)とは、NBAの第79回NBAファイナル (前身のBAA時代を含む)。2024-25シーズンのレギュラーシーズン、プレーオフを勝ち抜いたオクラホマシティ・サンダーとインディアナ・ペイサーズが対戦し、4勝3敗でサンダーが46年ぶり2回目（移転後では初）の優勝を勝ち取った。NBAファイナル最優秀選手賞はサンダーのシェイ・ギルジャス＝アレクサンダー。同一シーズンにレギュラーシーズンMVP、得点王、NBAファイナルMVPを全て獲得したのは史上4人目となった。

## 背景

### オクラホマシティ・サンダー
ウェスタン・カンファレンスのサンダーは68勝14敗 (勝率.829)でレギュラーシーズンを1位で終えた。プレーオフでは、1回戦で第8シードのメンフィス・グリズリーズに4勝0敗、カンファレンスセミファイナルで第4シードのデンバー・ナゲッツに4勝3敗、カンファレンスファイナルで第6シードのミネソタ・ティンバーウルブズに4勝1敗でNBAファイナルに進出した（13年ぶり5回目）。カンファレンスファイナルMVPをシェイ・ギルジャス＝アレクサンダーが受賞した。

### インディアナ・ペイサーズ
イースタン・カンファレンスのは50勝32敗 (勝率.610)でレギュラーシーズンを4位で終えた。プレーオフでは、1回戦で第5シードのミルウォーキー・バックスに4勝1敗、カンファレンスセミファイナルで第1シードのクリーブランド・キャバリアーズに4勝1敗、カンファレンスファイナルで第3シードのニューヨーク・ニックスに4勝2敗でNBAファイナルに進出した (25年ぶり2回目)。カンファレンスファイナルMVPをパスカル・シアカムが受賞した。

### レギュラーシーズンでの対戦
レギュラーシーズンではサンダーがペイサーズに対して2勝0敗を記録した。
| 試合 | 日付           | アウェイ   | 結果      | ホーム     |
| ---- | -------------- | ---------- | --------- | ---------- |
| 1    | 2024年12月26日 | サンダー   | 120 - 114 | ペイサーズ |
| 2    | 2025年3月29日  | ペイサーズ | 111 - 132 | サンダー   |

## 試合結果
| 試合 | 日付    | アウェイ   | 結果      | ホーム     |
| ---- | ------- | ---------- | --------- | ---------- |
| 1    | 6月5日  | ペイサーズ | 111 - 110 | サンダー   |
| 2    | 6月8日  | ペイサーズ | 107 - 123 | サンダー   |
| 3    | 6月11日 | サンダー   | 107 - 116 | ペイサーズ |
| 4    | 6月13日 | サンダー   | 111 - 104 | ペイサーズ |
| 5    | 6月16日 | ペイサーズ | 109 - 120 | サンダー   |
| 6    | 6月19日 | サンダー   | 91 - 108  | ペイサーズ |
| 7    | 6月22日 | ペイサーズ | 91 - 103  | サンダー   |

### 第1戦
| 6月5日 19:30 |

| Box score |

| ペイサーズ                                                                             | 111–110 | サンダー |
| クォーター・スコア: 20-29, 25-28, 31-28, 35-25                                         |         | |
| Pts: パスカル・シアカム 19 Rebs: アーロン・ネスミス 12 Asts: ハリバートン,ネムハード 6 |         | Pts: シェイ・ギルジャス＝アレクサンダー 38 Rebs: アイザイア・ハーテンシュタイン 9 Asts: ジェイレン・ウィリアムズ 6 |
| ペイサーズの1勝0敗                                                                     |         | |

チーム成績
| サンダー     | 項目                    | ペイサーズ   |
| ------------ | ----------------------- | ------------ |
| 39.8 (39/98) | FG%                     | 47.6 (39/82) |
| 36.7 (11/30) | 3P%                     | 46.2 (18/39) |
| 87.5 (21/24) | FT%                     | 71.4 (15/21) |
| 39 (10)      | リバウンド (オフェンス) | 56 (13)      |
| 13           | アシスト                | 24           |
| 14           | スティール              | 1            |
| 6            | ブロック                | 7            |
| 6            | ターンオーバー          | 24           |
| 19           | パーソナルファウル      | 22           |

- この試合のペイサーズは第4Q残り0.3秒でタイリース・ハリバートンのフィールドゴールにより初めてリードし、そのままの試合が終了した[3]。

### 第2戦
| 6月8日 19:00 |

| Box score |

| ペイサーズ                                                                                  | 107–123 | サンダー |
| クォーター・スコア: 20-26, 21-33, 33-34, 33-30                                              |         | |
| Pts: タイリース・ハリバートン 17 Rebs: パスカル・シアカム 7 Asts: ハリバートン,マッコネル 6 |         | Pts: シェイ・ギルジャス＝アレクサンダー 34 Rebs: アイザイア・ハーテンシュタイン 8 Asts: シェイ・ギルジャス＝アレクサンダー 8 |
| 1勝1敗                                                                                      |         | |

チーム成績
| サンダー     | 項目                    | ペイサーズ   |
| ------------ | ----------------------- | ------------ |
| 48.8 (40/82) | FG%                     | 45.1 (37/82) |
| 38.9 (14/36) | 3P%                     | 35.0 (14/40) |
| 87.9 (29/33) | FT%                     | 73.1 (19/26) |
| 43 (11)      | リバウンド (オフェンス) | 35 (7)       |
| 25           | アシスト                | 27           |
| 10           | スティール              | 9            |
| 4            | ブロック                | 6            |
| 13           | ターンオーバー          | 15           |
| 20           | パーソナルファウル      | 25           |

### 第3戦
| 6月13日 19:30 |

| Box score |

| サンダー | 111–104 | ペイサーズ                                                                                        |
| クォーター・スコア: 34-35, 23-25, 23-27, 31-17                                                               |         |                                                                                                   |
| Pts: ジェイレン・ウィリアムズ 26 Rebs: チェット・ホルムグレン 10 Asts: カルーソ,ギルジャス＝アレクサンダー 4 |         | Pts: ベネディクト・マサリン 27 Rebs: タイリース・ハリバートン 9 Asts: タイリース・ハリバートン 11 |
| サンダーの2勝1敗                                                                                             |         |                                                                                                   |

チーム成績
| ペイサーズ   | 項目                    | サンダー     |
| ------------ | ----------------------- | ------------ |
| 51.8 (44/85) | FG%                     | 46.8 (37/79) |
| 33.3 (9/27)  | 3P%                     | 45.5 (10/22) |
| 86.4 (19/22) | FT%                     | 76.7 (23/30) |
| 36 (7)       | リバウンド (オフェンス) | 42 (9)       |
| 24           | アシスト                | 16           |
| 13           | スティール              | 6            |
| 11           | ブロック                | 4            |
| 13           | ターンオーバー          | 17           |
| 24           | パーソナルファウル      | 20           |

### 第4戦
| 6月13日 20:30 |

| Box score |

| サンダー | 84–122 | ペイサーズ                                                                             |
| クォーター・スコア: 21-34, 14-27, 25-31, 24-30                                                                     |        |                                                                                        |
| Pts: シェイ・ギルジャス＝アレクサンダー 35 Rebs: チェット・ホルムグレン 15 Asts: ウィリアムズ,ハーテンシュタイン 3 |        | Pts: パスカル・シアカム 20 Rebs: アーロン・ネスミス 9 Asts: タイリース・ハリバートン 7 |
| 2勝2敗 |        |                                                                                        |

チーム成績
| ペイサーズ   | 項目                    | サンダー     |
| ------------ | ----------------------- | ------------ |
| 42.5 (34/80) | FG%                     | 47.4 (37/78) |
| 30.6 (11/36) | 3P%                     | 18.8 (3/16)  |
| 75.8 (25/33) | FT%                     | 89.5 (34/38) |
| 33 (7)       | リバウンド (オフェンス) | 43 (12)      |
| 21           | アシスト                | 11           |
| 11           | スティール              | 12           |
| 3            | ブロック                | 3            |
| 15           | ターンオーバー          | 13           |
| 27           | パーソナルファウル      | 26           |

### 第5戦
| 6月16日 19:30 |

| Box score |

| ペイサーズ                                                                                 | 109–120 | サンダー |
| クォーター・スコア: 22-32, 23-27, 34-28, 30-33                                             |         | |
| Pts: パスカル・シアカム 28 Rebs: ベネディクト・マサリン 8 Asts: タイリース・ハリバートン 6 |         | Pts: ジェイレン・ウィリアムズ 40 Rebs: チェット・ホルムグレン 11 Asts: シェイ・ギルジャス＝アレクサンダー 10 |
| サンダーの3勝2敗                                                                           |         | |

チーム成績
| サンダー     | 項目                    | ペイサーズ   |
| ------------ | ----------------------- | ------------ |
| 42.6 (40/94) | FG%                     | 45.1 (37/82) |
| 43.8 (14/32) | 3P%                     | 36.7 (11/30) |
| 81.3 (26/32) | FT%                     | 80.0 (24/30) |
| 45 (19)      | リバウンド (オフェンス) | 50 (18)      |
| 24           | アシスト                | 23           |
| 15           | スティール              | 9            |
| 12           | ブロック                | 4            |
| 11           | ターンオーバー          | 22           |
| 24           | パーソナルファウル      | 25           |

- サンダーのジェイレン・ウィリアムズは本シリーズで最多となる40得点を記録した。

### 第6戦
| 6月19日 19:30 |

| Box score |

| サンダー                                                                                                 | 91–108 | ペイサーズ                                                                  |
| クォーター・スコア: 25-28, 17-36, 18-26, 31-18                                                           |        |                                                                             |
| Pts: シェイ・ギルジャス＝アレクサンダー 21 Rebs: チェット・ホルムグレン 6 Asts: エイジェイ・ミッチェル 4 |        | Pts: オビ・トッピン 20 Rebs: パスカル・シアカム 13 Asts: T・J・マッコネル 6 |
| 3勝3敗                                                                                                   |        |                                                                             |

チーム成績
| ペイサーズ   | 項目                    | サンダー     |
| ------------ | ----------------------- | ------------ |
| 41.3 (38/92) | FG%                     | 41.9 (31/74) |
| 35.7 (15/42) | 3P%                     | 26.7 (8/30)  |
| 68.0 (17/25) | FT%                     | 80.8 (21/26) |
| 46 (11)      | リバウンド (オフェンス) | 41 (4)       |
| 23           | アシスト                | 14           |
| 16           | スティール              | 4            |
| 5            | ブロック                | 4            |
| 10           | ターンオーバー          | 21           |
| 17           | パーソナルファウル      | 20           |

### 第7戦
| 6月22日 19:00 |

| Box score |

| ペイサーズ                                                                                      | 91–103 | サンダー |
| クォーター・スコア: 22-25, 26-22, 20-34, 23-22                                                  |        | |
| Pts: ベネディクト・マサリン 24 Rebs: ベネディクト・マサリン 13 Asts: アンドリュー・ネムハード 6 |        | Pts: シェイ・ギルジャス＝アレクサンダー 29 Rebs: アイザイア・ハーテンシュタイン 9 Asts: シェイ・ギルジャス＝アレクサンダー 12 |
| サンダーの4勝3敗                                                                                |        | |

チーム成績
| サンダー     | 項目                    | ペイサーズ   |
| ------------ | ----------------------- | ------------ |
| 40.2 (35/87) | FG%                     | 41.4 (29/70) |
| 27.5 (11/40) | 3P%                     | 39.3 (11/28) |
| 71.0 (22/31) | FT%                     | 75.9 (22/29) |
| 40 (13)      | リバウンド (オフェンス) | 45 (12)      |
| 20           | アシスト                | 17           |
| 14           | スティール              | 6            |
| 8            | ブロック                | 4            |
| 7            | ターンオーバー          | 21           |
| 23           | パーソナルファウル      | 24           |

- 第7戦の開催は2016年のNBAファイナル（英語版）以来9年ぶりとなった。
- ペイサーズのタイリース・ハリバートンは第1Qの途中で右脚下部を負傷し、この試合で復帰することはなかった。